# Siria al Turkvision Song Contest
La Siria ha partecipato 1 sola volta nell'edizione 2015, e il canale che cura le varie partecipazioni è l'ORTAS. Si ritira nel 2020.

## Partecipazioni
- Primo posto
- Secondo posto
- Terzo posto
- Ultimo posto

| Anno                                    | Artista  | Canzone | Posizione | Punti | Note |
| --------------------------------------- | -------- | ------- | --------- | ----- | ---- |
| Nessuna partecipazione dal 2013 al 2014 |          |         |           |       |      |
| 2015                                    | Adil Şan | "Geliş" | 5         | 165   |      |
| Nessuna partecipazione nel 2020         |          |         |           |       |      |